# Stridsvagn m/42
Stridsvagn m/42 (Strv m/42) byl švédský střední tank z období druhé světové války. Byl od roku 1943 produkován firmou AB Landsverk.

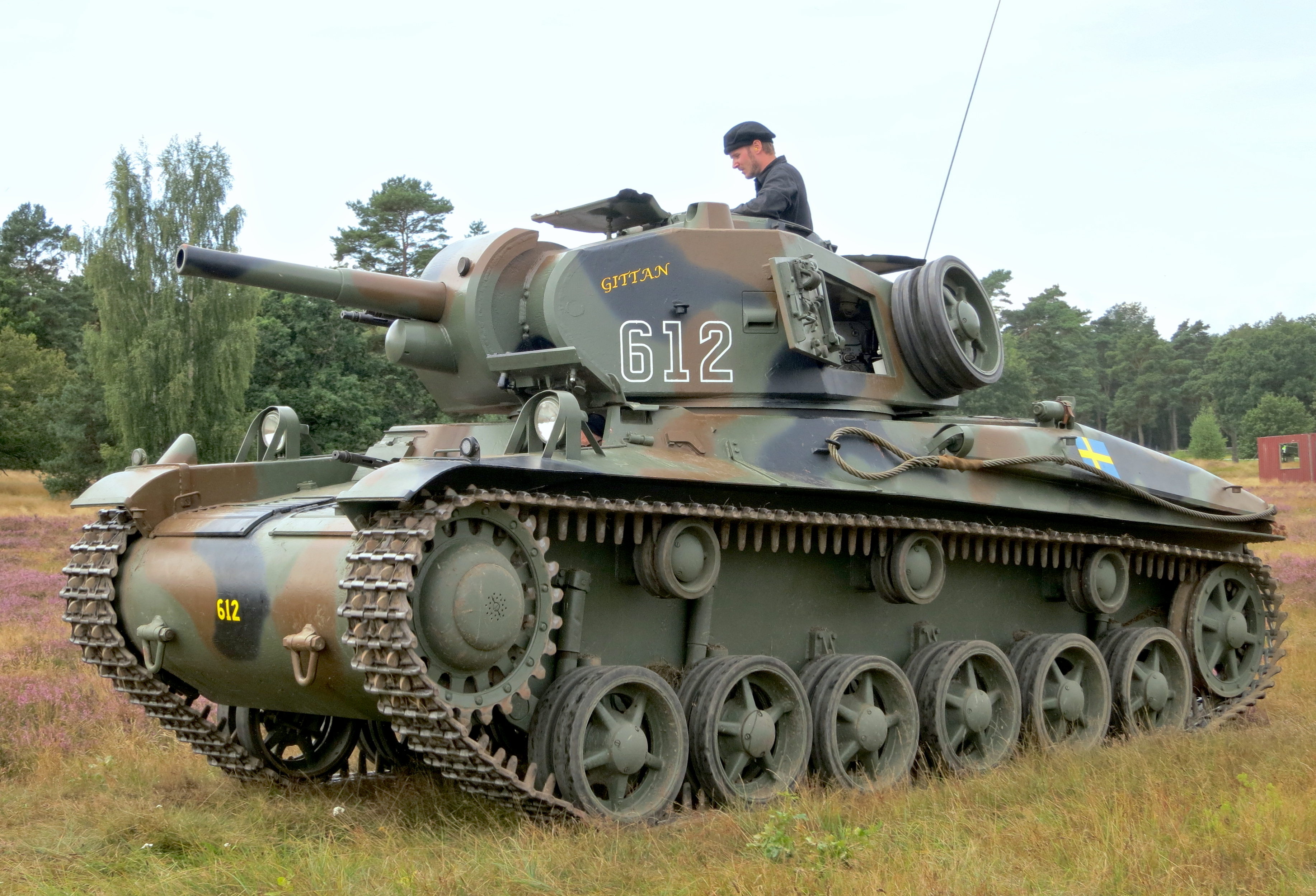
Tank Strv m/42

## Technické údaje (Strv m/42 EH):
- rychlost: 45 km/h po silnici
- motor: Volvo A8B
- výkon: 360 hp

- délka: 6,22 m
- šířka: 2,34 m
- výška: 2,585 m
- hmotnost: 24 000 kg
- pancéřování: 8-55 mm
- osádka: 4
- hlavní výzbroj: m/41 ráže 75mm
- sekundární výzbroj: 4x m/39 ráže 8mm